# Дебиторская задолженность
Дебиторская задолженность (англ. accounts receivable, A/R) — задолженность предприятию, организации или учреждению от юридических или физических лиц, являющихся их должниками, дебиторами. В соответствии с международными стандартами финансовой отчётности, определяется как сумма, причитающаяся компании от покупателей (дебиторов) и возникает в случае, если услуга (или товар) проданы, а денежные средства не получены. Дебиторская задолженность относится к оборотным активам.

## Определение
Согласно БСЭ дебиторская задолженность — это задолженность, сумма долгов, причитающихся предприятию, организации или учреждению от юридических или физических лиц в итоге хозяйственных взаимоотношений с ними.
В БРЭ дебиторская задолженность — это сумма задолженности в пользу предприятия, представленная финансовыми обязательствами юридических и физических лиц в результате хозяйственных отношений, а также счета к получению в связи с поставками в кредит или с оплатой с отсрочкой.

## Классификация дебиторской задолженности
Дебиторская задолженность классифицируется[где?][кем?] по времени просрочки:
- Задолженность в рамках договора - отсрочка платежей согласованная условиями договора. У каждого товара или услуг есть свои сроки оплаты и отсрочки согласно договору.
- Текущая дебиторская задолженность — задолженность, срок неисполнения которой не превышает 90 дней.
- Проблемная задолженность — задолженность, срок неисполнения которой составляет от 90 дней до одного года.
- Хроническая задолженность — задолженность с просрочкой от одного до трех лет.
- Безнадежная задолженность — задолженность, срок неисполнения которой превышает три года.

Значение указанной классификации позволяет определить вероятность взыскания задолженности с дебитора. Так, срок 90 дней используется в бухгалтерском учёте при формировании резервов по сомнительным долгам. Кроме того, когда долг просрочен более чем на 90 дней, появляются признаки банкротства. Признание задолженности безнадежной объясняется истечением трехлетнего срока исковой давности, предусмотренного гражданским законодательством в России.
В последнее время часто используют понятие токсичного долга, под которым понимается задолженность, выплата которой может привести лицо к полной финансовой несостоятельности (банкротству).

## Оборачиваемость дебиторской задолженности
Оборачиваемость дебиторской задолженности (receivables turnover ratio — RTR) — отношение выручки от реализации к средней сумме счетов к получению за минусом резервов на сомнительные позиции.
RTR = (продажи в кредит или выручка)[уточнить] / (средняя дебиторская задолженность)[уточнить]
Коэффициент показывает, сколько раз счета к получению превращались в денежные средства или сколько единиц выручки получено с 1 руб. дебиторской задолженности. Чем выше его значение, тем меньший период времени проходит между отгрузкой продукции потребителям и моментом её оплаты. Высокие значения этого показателя положительно отражаются на его[чьей?] ликвидности и платёжеспособности.
Коэффициент оборачиваемости дебиторской задолженности в днях (day's sales outstanding — DSO) рассчитывают по формуле:
DSO = (среднедневная дебиторская задолженность) / (среднедневные продажи в кредит или выручка)
Характеризует средний период времени, в течение которого средства от покупателей поступают на расчётные счета предприятия. Отсюда его другое распространённое название и аббревиатура — ACP (average collection period). Чем меньше значение данного показателя, тем в более выгодных условиях находится предприятие.
Коэффициент оборачиваемости дебиторской задолженности, рассчитанный на основе финансовой отчетности, показывает среднее значение оборачиваемости за период, на основании которого нельзя сделать точный вывод о финансовом состоянии предприятия.
Оценка оборачиваемости дебиторской задолженности на основе показателей финансовой отчётности не даёт достоверной информации, поскольку общий объем дебиторской задолженности и общая выручка — это агрегированные показатели. Если объем дебиторской задолженности составляет ¼ от годовой выручки, это не значит, что ее период оборота составляет 90 дней и вся она погашается в этот срок. Такой показатель может означать, что один контрагент оплачивает продукцию в течение 30 дней, а другой — в течение 180 дней.
Для более точной оценки оборачиваемости дебиторской задолженности необходим ее анализ в динамике за несколько периодов отдельно по разным контрагентам. Такой анализ можно сделать в виде финансовой модели.

## Управление дебиторской задолженностью
Управление дебиторской задолженностью — отдельная функция финансового менеджмента, основной целью которой является увеличение прибыли компании за счёт эффективного использования дебиторской задолженности как экономического инструмента.